# Vonyarcvashegy vasútállomás
Vonyarcvashegy vasútállomás egy Zala vármegyei vasútállomás, melyet a MÁV üzemeltet Vonyarcvashegy településen.
A belterület délkeleti részén helyezkedik el, a Balaton partjától mintegy kétszáz méterre, közúti elérését a 71-es főútból kiágazó 71 342-es számú mellékút (települési nevén Kossuth Lajos utca) biztosítja.

## Vasútvonalak
Az állomást az alábbi vasútvonalak érintik:
- Balatonszentgyörgy–Tapolca–Ukk-vasútvonal

## Kapcsolódó állomások
A vasútállomáshoz az alábbi állomások vannak a legközelebb:
- Balatongyörök megállóhely (Balatonszentgyörgy–Tapolca–Ukk-vasútvonal)
- Gyenesdiás megállóhely (Balatonszentgyörgy–Tapolca–Ukk-vasútvonal)

## Forgalom
| Járat               | Útvonal | Gyakoriság                             |
| ------------------- | --- | -------------------------------------- |
| személyvonat        | Ukk – Gógánfa – Zalagyömörő – Sümeg – Sümegi Bazaltbánya – Uzsa – Uzsabánya alsó – Tapolca – Raposka – Balatonederics (← Becehegy) – Balatongyörök – Vonyarcvashegy – Gyenesdiás – Alsógyenes – Keszthely | Napi 1 Keszthely felé, napi 2 Ukk felé |
| személyvonat        | Celldömölk – Nemeskocs – Boba – Kemenespálfa – Jánosháza – Nemeskeresztúr – Rigács – Ukk – Gógánfa – Zalagyömörő – Sümeg – Sümegi Bazaltbánya (← Uzsa) – Uzsabánya alsó – Tapolca – (Raposka →) – Balatonederics – Balatongyörök – Vonyarcvashegy – Gyenesdiás – Alsógyenes – Keszthely | Napi 2 pár                             |
| személyvonat        | Tapolca – Raposka – Balatonederics (– Becehegy) – Balatongyörök – Vonyarcvashegy – Gyenesdiás – Alsógyenes – Keszthely (– Balatonszentgyörgy) | Napi 3 pár                             |
| Lesence sebesvonat  | Szombathely – Sárvár – Celldömölk – Ukk – Sümeg – Tapolca – Raposka – Balatonederics – Balatongyörök – Vonyarcvashegy – Gyenesdiás – (Alsógyenes →) Keszthely | Nyáron napi 1 pár                      |
| Tanúhegy sebesvonat | Győr – Győr-Gyárváros – Győrszabadhegy – Ménfőcsanak felső – Gyömöre-Tét – Szerecseny – Gecse-Gyarmat – Vaszar – Pápa – Mezőlak – Mihályháza – Vinár – Külsővat – Celldömölk – Ukk – Sümeg – Tapolca – Raposka – Balatonederics – Balatongyörök – Vonyarcvashegy – Gyenesdiás (← Alsógyene) – Keszthely | Nyáron napi 1 pár                      |
| Helikon InterRégió  | Győr – Győr-Gyárváros – Győrszabadhegy – Gyömöre-Tét – Szerecseny – Vaszar – Pápa – Celldömölk – Jánosháza – Sümeg – Tapolca – Balatonederics – Balatongyörök – Vonyarcvashegy – Gyenesdiás – Keszthely – Balatonszentgyörgy – Balatonberény – Balatonmáriafürdő – Balatonfenyves alsó – Balatonfenyves – Alsóbélatelep – Bélatelep – Fonyód – Lengyeltóti – Öreglak – Somogyvár – Pamuk – Osztopán – Somogyjád – Kapostüskevár – Kaposvár (hétvégén 1-2 pár tovább: – Dombóvár alsó – Sásd – Szentlőrinc – Pécs) | 2 óránként                             |
| Helikon InterRégió  | Tapolca – Raposka – Balatonederics – Becehegy – Balatongyörök – Vonyarcvashegy – Gyenesdiás – Alsógyenes – Keszthely – Balatonszentgyörgy – Balatonberény – Balatonmáriafürdő – Balatonfenyves alsó – Balatonfenyves – Alsóbélatelep – Bélatelep – Fonyód – Lengyeltóti – Öreglak – Somogyvár – Pamuk – Osztopán – Somogyjád – Kapostüskevár – Kaposvár | Napi 1 pár                             |